# Ромио (Мичиген)
Ромио (енгл. Romeo) град је у америчкој савезној држави Мичиген.

## Демографија
По попису из 2010. године број становника је 3.596, што је 125 (-3,4%) становника мање него 2000. године.
| Група             | 2000.         | 2010.         |
| Белци             | 3.373 (90,6%) | 3.149 (87,6%) |
| Афроамериканци    | 162 (4,4%)    | 137 (3,8%)    |
| Азијати           | 15 (0,4%)     | 18 (0,5%)     |
| Хиспаноамериканци | 102 (2,7%)    | 206 (5,7%)    |
| Укупно            | 3.721         | 3.596         |